# Wiktor Szustikow
Wiktor Michajłowicz Szustikow, ros. Виктор Михайлович Шустиков (ur. 28 stycznia 1939 w Moskwie, Rosyjska FSRR) – rosyjski piłkarz, grający na pozycji obrońcy, reprezentant ZSRR, trener piłkarski.

## Kariera piłkarska

### Kariera klubowa
Zaczął grać w juniorskiej drużynie SK Fili Moskwa. Wychowanek FSzM Moskwa. Pierwszy trener Konstantin Bieskow. W 1957 zadebiutował w pierwszym zespole Torpeda Moskwa, w którym w latach 1968-1972 pełnił funkcje kapitana. W 1973 po 17 sezonach spędzonych w jednym klubie zakończył swoją karierę piłkarską.

### Kariera reprezentacyjna
22 września 1963 debiutował w reprezentacji Związku Radzieckiego w spotkaniu towarzyskim z Węgrami zremisowanym 1:1. Łącznie rozegrał 8 meczów.
W 1964 rozegrał jeden mecz w olimpijskiej reprezentacji ZSRR.

## Kariera trenerska
Po zakończeniu kariery piłkarskiej rozpoczął pracę trenerską. Od 1974 pomagał trenować Torpedo Moskwa. W 1983 prowadził Wołgar Astrachań. W 1984 został mianowany na stanowisko starszego trenera SDJuSzOR Torpedo Moskwa, w której pracował do 1997. W 2003 objął stanowisko trenera selekcjonera klubu Torpedo-ZiL Moskwa.

## Sukcesy i odznaczenia

### Sukcesy klubowe
- mistrz ZSRR: 1960, 1965
- wicemistrz ZSRR: 1961, 1964
- brązowy medalista Mistrzostw ZSRR: 1968
- zdobywca Pucharu ZSRR: 1960, 1968, 1972

### Sukcesy reprezentacyjne
- wicemistrz Europy: 1964

### Sukcesy indywidualne
- wybrany do listy 33 najlepszych piłkarzy ZSRR: Nr 1 (1963, 1964), Nr 2 (1960), Nr 3 (1959, 1961, 1965)

### Odznaczenia
- tytuł Mistrza Sportu ZSRR
- tytuł Zasłużonego Mistrza Sportu ZSRR: 1969
- Medal Orderu „Za zasługi przed ojczyzną” II stopnia: 1997